# فرودگاه وتروووی
فرودگاه وتروووی (به انگلیسی: Vetrovoye)  یک فرودگاه نظامی   است که یک باند فرود بتن دارد و طول باند آن ۳۰۰۰ متر است. این فرودگاه در  کشور روسیه قرار دارد و در ارتفاع ۱۸ متری از سطح دریا واقع شده است.